# Occupazione tedesca della Lettonia
L'occupazione della Lettonia da parte della Germania nazista fu completata il 10 luglio 1941 dalle forze armate tedesche nel corso della seconda guerra mondiale. La Lettonia divenne parte del Reichskommissariat Ostland della Germania nazista col nome di Provincia Generale della Lettonia (in tedesco: Generalbezirk Lettland). Chiunque non fosse stato accettato dal punto di vista razziale o si fosse opposto all'occupazione tedesca, così come coloro che avevano collaborato con l'Unione Sovietica, fu ucciso o inviato in campi di concentramento in conformità con il Generalplan Ost.

## Persecuzioni

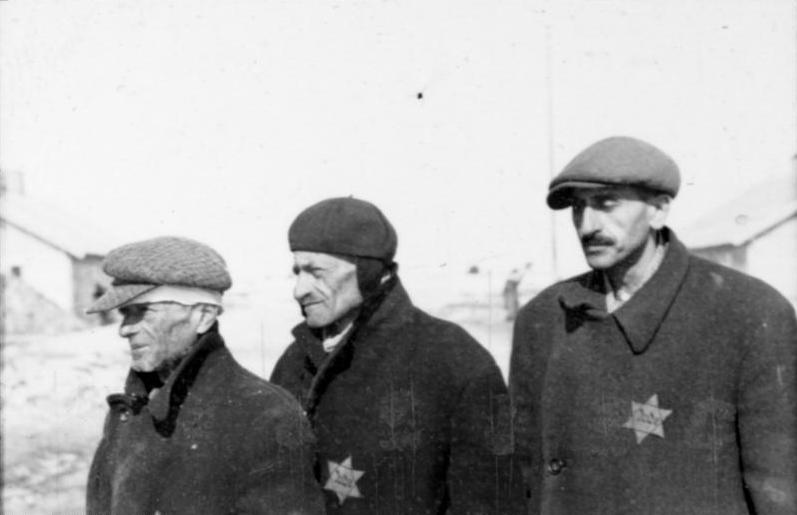
Prigionieri ebrei nel campo di concentramento di Salaspils

Subito dopo l'istituzione dell'autorità tedesca all'inizio del luglio 1941, ebbe luogo l'eliminazione della popolazione ebraica e rom, portando a una serie di uccisioni di massa presso Rumbula e altrove. Gli omicidi furono eseguiti dall'Einsatzgruppe A e dalla Wehrmacht. A partecipare furono anche collaboratori lettoni, tra cui 500–1.500 persone membri del Commando Arājs (che da solo massacrò almeno 26.000 ebrei) e altri membri lettoni della SD.
30.000 ebrei furono uccisi nell'autunno del 1941: 127 quasi tutte le comunità semite ancora in vita furono radunate e collocate in ghetti. Nel novembre e nel dicembre 1941 il ghetto di Riga divenne molto affollato e per fare spazio agli ebrei tedeschi che sarebbero giunti da lì a poco poiché spostati dalla Germania, tutte le restanti 30.000 persone a Riga furono allontanate dal ghetto, portate alla vicina foresta di Rumbula e fucilate.
Gli ebrei tedeschi, austriaci e dell'odierna Repubblica Ceca spostati quindi nel ghetto di Riga, furono messi ai lavori forzati e sottoposti a razioni molto ridotte. Il campo di concentramento di Kaiserwald, costruito nel 1943 a Mežaparks, un quartiere nella periferia della capitale lettone, ospitò la maggior parte dei detenuti dal ghetto. Nel campo i detenuti furono costretti a lavorare per conto di grandi compagnie tedesche. Prima che le forze sovietiche tornassero, tutti gli ebrei sotto i 18 anni o coloro che ne avessero più di 30 furono uccisi, mentre il resto trasferito nel campo di concentramento di Stutthof.

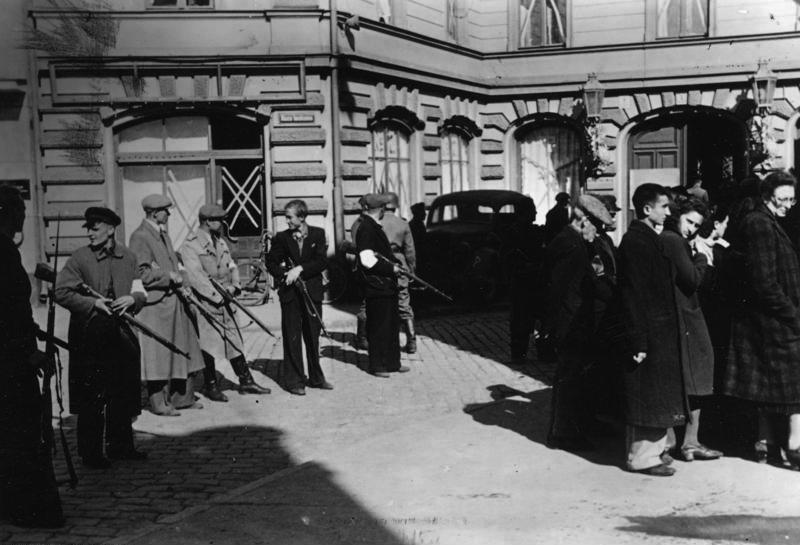
Membri della Polizia Ausiliaria Lettone radunano un gruppo di ebrei a Liepāja nel luglio del 1941

Durante gli anni dell'occupazione nazista, le campagne speciali messe in atto portarono alla morte di 90.000 persone in Lettonia, di cui circa 70.000 ebrei e 2.000 gitani. I pochi al di fuori di questa categoria erano per lo più civili le cui opinioni e attività politiche non collimavano con le idee tedesche.

## Resistenza
La resistenza in Lettonia era organizzata in maniera molto confusa: essa includeva combattenti che resistevano all'occupazione sovietica, lavorando dunque assieme alle forze tedesche, sostenitori dei russi che si opponevano ai nazisti e gruppi di nazionalisti che si opponevano a entrambe le fazioni straniere sopraccitate con l'intento di restaurare l'indipendenza della Lettonia. Non mancarono casi di lettoni che passarono dall'uno all'altro gruppo a seconda dell'andamento della guerra. Infine, c'erano persone che si sentivano perseguitate, soprattutto ebrei, che resistevano a chiunque cercasse di ucciderli, compresi lettoni e tedeschi.

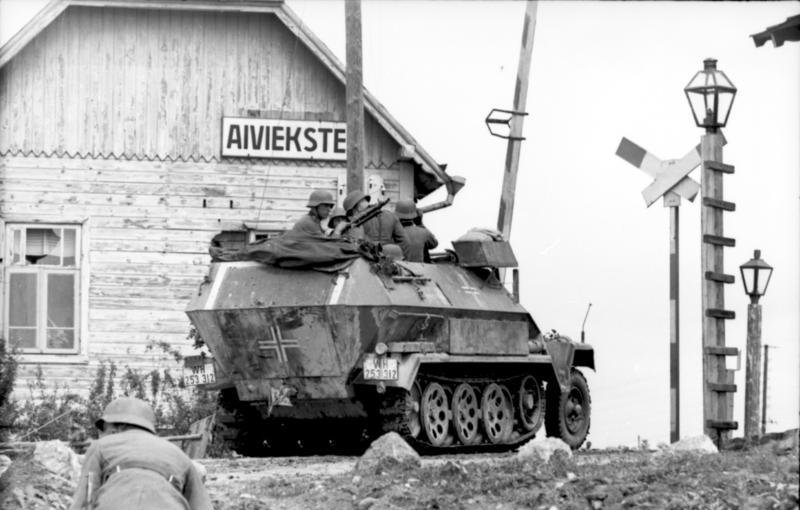
Veicolo blindato tedesco di pattuglia presso la stazione ferroviaria di Aiviekste

Nel corso del conflitto, furono pochissimi i gruppi in grado di resistere ed operare come bande indipendenti nelle foreste.
Quando i tedeschi arrivarono per la prima volta in Lettonia, trovarono guerriglieri antisovietici che operavano in molte aree, più o meno bene equipaggiate, alcune delle quali composte o guidate da disertori dell'Armata Rossa. Il più numeroso ed efficace fu guidato da Kārlis Aperāts, che divenne in seguito Standartenführer (colonnello) nelle Waffen-SS.
Alcuni lettoni resistettero ai soldati tedeschi eseguendo atti di coraggio in solitaria, come ad esempio Žanis Lipke che ha rischiato la vita per salvare più di 50 ebrei.
Il movimento di resistenza lettone era diviso tra le unità a favore dell'indipendenza sotto il Consiglio centrale lettone e i filo-sovietici indirizzati da Mosca. Il comandante lettone di questi combattenti era Arturs Sproģis. Il Consiglio centrale lettone favorì la pubblicazione del settimanale fuorilegge Brīvā Latvija (Lettonia libera). Gli articoli vertevano e sollecitavano il ripristino della democrazia in Lettonia dopo la guerra.
Manifestazioni pubbliche di resistenza come quella tenutasi il 15 maggio 1942 a Riga portarono all'arresto dei giovani nazionalisti, mentre ad altri fu impedito eseguirle quando ne furono scoperte le intenzioni.
L'attività dei partigiani si intensificò dopo l'operazione Winterzauber ("Magia invernale") messa in atto dai tedeschi e che, secondo numeri sovietici, portò alla distruzione di un centinaio di villaggi nella Lettonia orientale, alla morte di 193 partigiani, di 3.629 lettoni sospettati di essere nazionalisti e 6.370 persone finirono invece ai lavori forzati. Gran parte dell'attività dei partigiani si incentrò sul rifornimento di cibo e riparo ai civili e agli altri lettoni impegnati negli scontri piuttosto che ostacolare la Wehrmacht.
I partigiani filo-sovietici, molti dei quali erano in realtà russi che operavano segretamente, inviavano messaggi a Mosca in cui si millantavano i più disparati successi, come nel caso in cui si affermava di aver distrutto 364 treni, la cui notizia però non si riscontra nei documenti bellici tedeschi. Questi "rapporti" furono usati come propaganda dai sovietici.
La resistenza fu più attiva dopo il ritorno dell'Armata Rossa nel luglio del 1944, con 40.000 lettoni probabilmente coinvolti.

## Lettoni affiliati ai sovietici
L'Unione Sovietica arruolò fra le sue file le unità militari operative in Lettonia, così come quei lettoni che erano finiti in Russia a seguito di guerre precedenti o che vivevano lì da qualche anno. Molti soldati baltici disertarono quando la Germania attaccò la Lettonia. Alcuni, in particolare ebrei, continuarono invece a seguire le forze sovietiche.

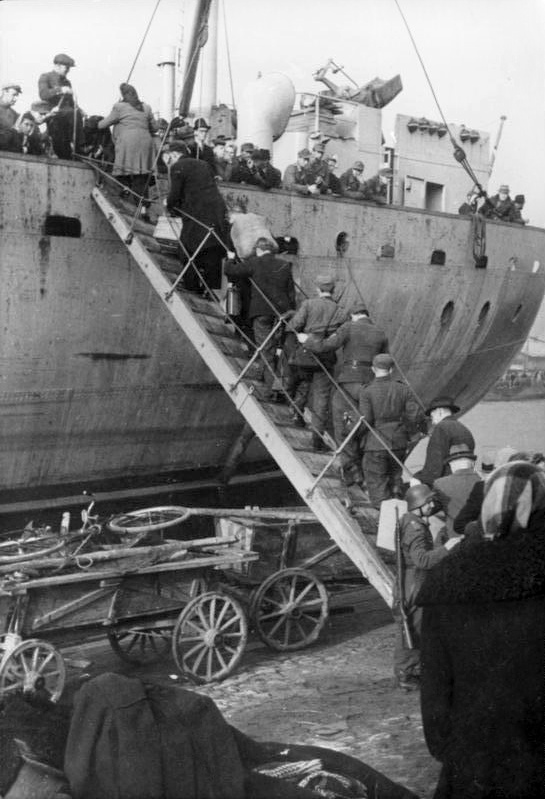
Rifugiati in fuga da Ventspils, ottobre 1944

Il 130º Corpo di fucilieri lettone dell'Ordine di Suvorov fu costituito, per la terza volta, il 5 giugno 1944, poco prima che l'Armata Rossa assediasse la Lettonia. A farne parte erano circa 15.000 uomini, suddivisi in tre divisioni: la 43a guardia, la 308ª divisione dei fucilieri lettone e una divisione sovietica. Le unità del Corpo dovettero aprire il fuoco contro le unità della Legione lettone, passati alla 19. Waffen-Grenadier-Division der SS. L'unità contava pochi soldati lettoni, ma assunse rilievo da un punto di vista propagandistico.

## Lettoni affiliati ai tedeschi

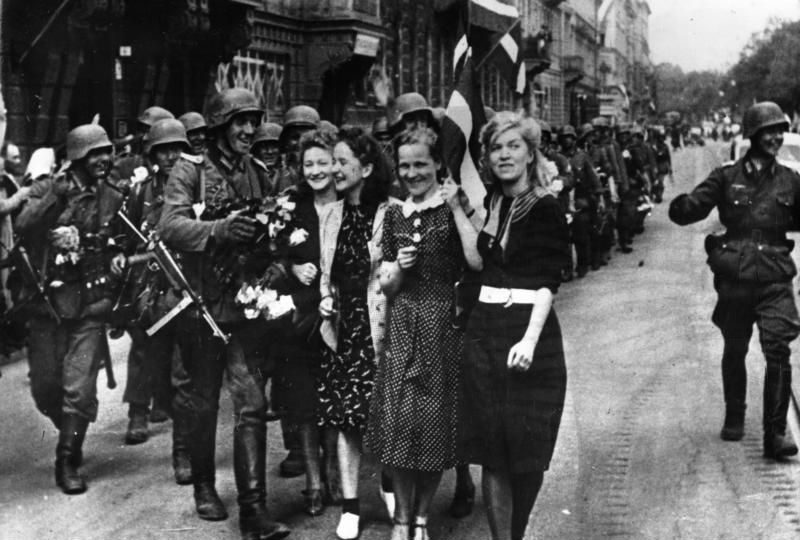
Soldati tedeschi fanno il loro ingresso a Riga, luglio 1941

Quando le forze tedesche giunsero in Lettonia cercarono di reclutare e allestire unità lettoni per agire in attuazione del Generalplan Ost che richiedeva una riduzione della popolazione della Lettonia del 50%. Una delle prime operazioni avviate riguardò il rintracciare Viktors Arājs, in seguito divenuto leader del cosiddetto Commando Arājs. Il gruppo divenne presto tristemente famoso per le azioni eseguite ai danni delle comunità ebraiche (circa 26.000 uccisioni confermate tra ebrei, gitani e comunisti), eseguendo incendi delle sinagoghe di Riga con le persone ancora all'interno e agendo in prima persona nel massacro di Rumbula.
La costituzione del gruppo paramilitare noto come Polizia Ausiliare Lettone avvenne con il plauso dei tedeschi e, dopo il reclutamento di un discreto numero di volontari, questi furono equipaggiati e inviati al fronte nel giugno 1942. La Lettonia tuttavia intendeva formare una Legione lettone guidata da ufficiali che non fossero stranieri e che, secondo stime ipotizzate dagli stessi baltici, avrebbe portato alla costituzione di esercito di 100.000 unità. Nel gennaio del 1943 la Germania era a corto di truppe: vista la situazione, Hitler decise di accettare la proposta lettone. Fu a quel punto necessario arruolare uomini lettoni che poi sarebbero confluiti nelle file tedesche: è con queste premesse che vide la luce la 15. Waffen-Grenadier-Division der SS.

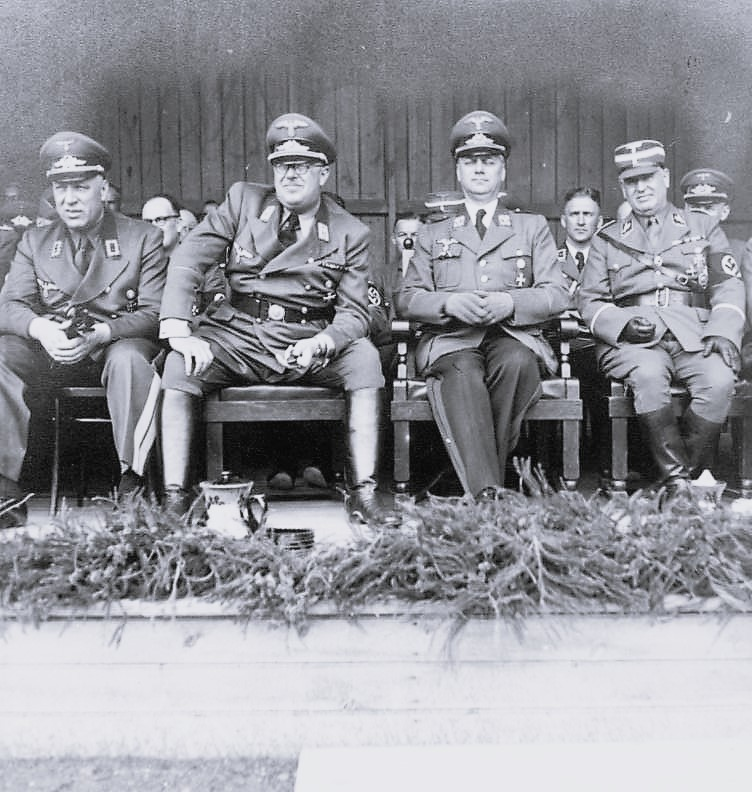
Il Reichsminister Alfred Rosenberg nella Lettonia occupata, 1942

A due battaglioni della polizia ausiliaria che combattevano vicino a Leningrado assieme a soldati olandesi e fiamminghi fu ordinato di ritirarsi nel maggio del 1943 e dopo aver ricevuto rinforzi dalla Lettonia e nuove uniformi, questi furono trasformati nella Seconda brigata volontaria lettone delle SS e poi nella Seconda brigata di fanteria delle SS. L'anziano comandante lettone Voldemārs Veiss venne insignito della Croce dei Cavalieri della Croce di ferro nel gennaio 1944. La brigata fu integrata nella 19. Waffen-Grenadier-Division der SS nel gennaio 1944.

## Sconfitta e ritirata delle forze naziste
Il 27 gennaio 1944, l'assalto decisivo dell'Armata Rossa riuscì a porre fine all'assedio di Leningrado durato 900 giorni, durante il quale persero la vita oltre 1.000.000 di persone e il 20 gennaio le truppe tedesche iniziarono a ritirarsi.
La riconquista dell'area baltica fu intrapresa subito dopo e il primo obiettivo russo fu quello di raggiungere l'Estonia, cosa che avvenne all'inizio di febbraio. Subito dopo fu la volta di gran parte dell'Ucraina e della Bielorussia. I nazisti iniziarono a subire una serie di costanti sconfitte sul fronte orientale, esattamente come ad ovest: tuttavia, preferirono concentrarsi su quest'ultimo fronte.

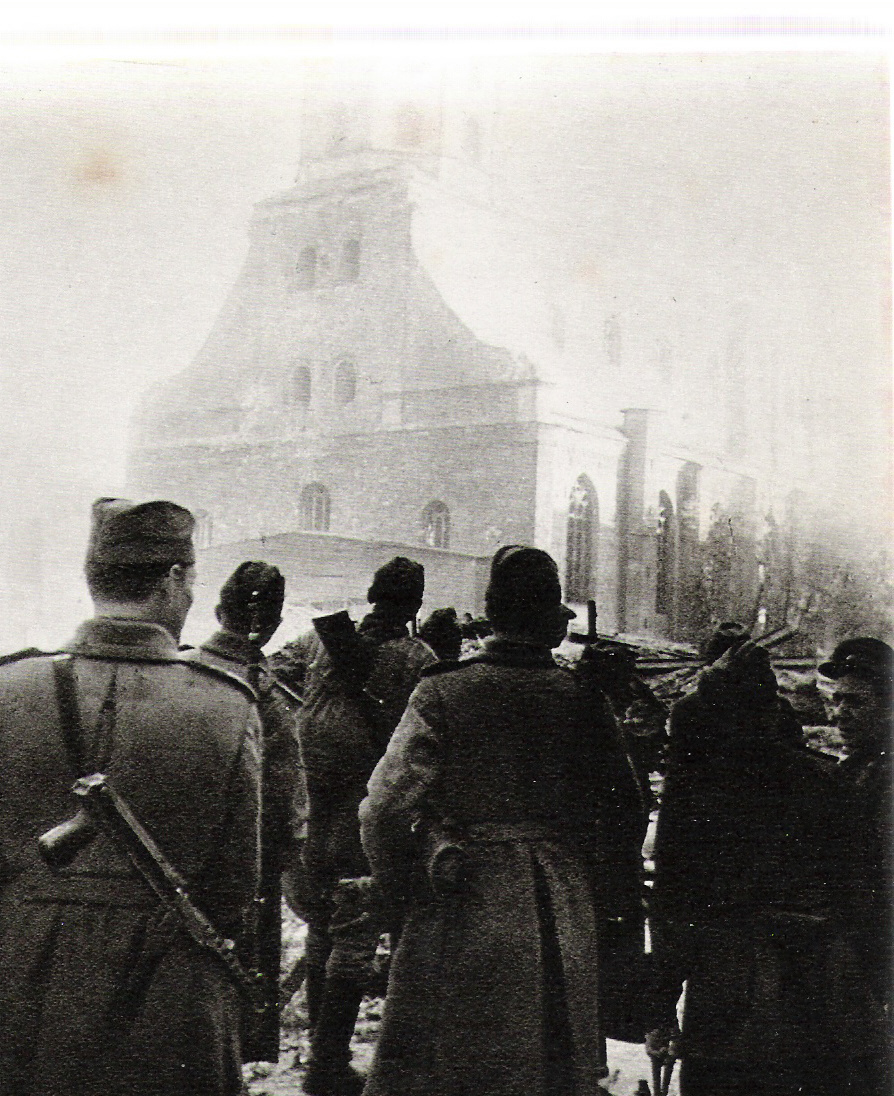
Truppe sovietiche a Riga, ottobre 1944

La Seconda brigata lettone delle SS, trasferita nella 19. Waffen-Grenadier-Division der SS, fu tra le prime ad essere impiegate nelle regioni a nord del Mar Baltico. Come data di inizio della controffensiva ipotizzata dai tedeschi e nota come Operazione Bagration fu scelto il 22 giugno, giorno in cui correva il terzo anniversario dell'occupazione tedesca. La forza delle truppe sovietiche era tale che i tedeschi non riuscirono ad opporre resistenza, vennero in parte accerchiati e dovettero ripiegare in profondità. Alla metà di luglio del 1944, prima che l'Armata Rossa attraversasse ancora una volta il confine orientale prebellico della Lettonia, il conflitto ancora imperversava nei Paesi baltici: l'11 settembre fu pianificato un attacco diversivo verso l'Estonia. La Wehrmacht, ormai in grave difficoltà, vide a pochi chilometri dalla capitale lettone l'artiglieria nemica il 9 ottobre. Il piano di ritirata deciso prevedeva la distruzione dei ponti lungo la strada, operazione a cui partecipò anche la 19. Waffen-Grenadier-Division der SS che operava con il nome in codice Donner (Tuono). Le battaglie che seguirono furono piuttosto cruente, ma entro il 13 ottobre 1944 i sovietici avevano oramai riconquistato Riga. A metà ottobre, l'esercito tedesco, che comprendeva in parte la "Legione lettone", fu assediato a Kurzeme, nella "Sacca di Curlandia". Furono quasi 200.000 le truppe teutoniche le quali si insediarono e resistettero ai russi isolandosi in quella regione. Intrappolati tra il Mar Baltico e le linee sovietiche, la resistenza durò per diverso tempo, poiché l'esercito sovietico nel frattempo si era già spinto nella Prussia orientale, in Slesia, in Pomerania e si stava dirigendo verso Berlino. Il colonnello generale Heinz Guderian, capo dello stato maggiore tedesco, insistette affinché le truppe site in Curlandia si allontanassero via mare per dare supporto in Germania. Tuttavia, Hitler rifiutò e ordinò alle forze tedesche bloccate di resistere. Egli riteneva fosse necessario proteggere le basi sottomarine tedesche lungo la costa baltica il più a lungo possibile oltre alla città di Königsberg, che aveva un valore simbolico particolare nell'immaginario germanico poiché luogo d'incoronazione dei primi re prussiani. Il 15 gennaio 1945, il Gruppo d'armate Curlandia (in tedesco Heeresgruppe Kurland) fu allestito dal colonnello generale Dr. Lothar Rendulic. Il Gruppo d'armate Curlandia (comprese divisioni quali la Legione lettone Freiwiliger SS) difese strenuamente e con successo l'area degli attacchi fino alla fine della guerra, l'8 maggio 1945, quando il colonnello generale Carl Hilpert, ultimo comandante del gruppo dell'esercito, si arrese al maresciallo Leonid Govorov. Nel momento della resa, il gruppo era formato da 31 divisioni di varia forza: erano 14.000 i soldati lettoni. La gran parte di essi fu deportata nei campi di prigionia sovietici nel Caucaso o in Siberia.
Nonostante le avversità, molti lettoni riuscirono a fuggire nel corso del 1945 e degli anni immediatamente seguenti su barche e pescherecci in Svezia e Germania Ovest, dove fino al 1951 si insediarono definitivamente o si spostarono verso varie parti del mondo occidentale (principalmente Australia e Nord America). Si stima la migrazione di circa 150.000 lettoni verso Occidente.

## Dopo la seconda guerra mondiale
Durante la seconda guerra mondiale oltre 200.000 soldati lettoni furono impiegati da entrambe le forze di occupazione; circa la metà di essi perse la vita sul campo di battaglia. Sui dati precisi (anche in merito alla diaspora lettone) sussiste però discordanza tra le fonti.
Secondo ricostruzioni approssimative, a seguito del conflitto la popolazione della Lettonia diminuì di mezzo milione (il 25% in meno rispetto al 1939). Rispetto al 1939 i lettoni erano circa 300.000 in meno. La guerra causò altresì gravi perdite per l'economia: molte città storiche furono rase al suolo, l'industria era stata azzerata e le infrastrutture erano divenute precarie.
A partire dal 1940, la maggior parte dei governi occidentali non ha riconosciuto l'incorporazione della Lettonia e degli altri Stati baltici nell'Unione Sovietica. L'unica eccezione è stata la Svezia, la quale estradò i membri della "Legione lettone" giunti in Scandinavia nel 1945 e cedette all'URSS gli uffici di rappresentanza diplomatica dei paesi baltici di Stoccolma. Dopo la guerra, gli Stati Uniti hanno esercitato le maggiori pressioni sull'Unione Sovietica riguardo al desiderio di indipendenza degli Stati baltici. Durante l'intero periodo di occupazione, l'ambasciata della Lettonia indipendente ha continuato a funzionare a Washington DC.